# Хрущов, Павел Дмитриевич
Павел Дмитриевич Хрущов (28 февраля 1849 года, Санкт-Петербург — 20 апреля 1909 года, там же) — русский физикохимик, профессор Харьковского университета. Основные научные исследования относятся к химической термодинамике и электрохимии.

## Биография
Родился в Санкт-Петербурге в семье видного государственного чиновника и крупного помещика Дмитрия Петровича Хрущова. Павел получил прекрасное домашнее образование, а во время пребывания семьи отца за границей полтора года проучился в одной из школ Эдинбурга. После возвращения на родину Хрущов был зачислен в знаменитую Анненшуле, незадолго до этого по указу императора Николая I получившей статус гимназии, а вскоре и новое название — училище Святой Анны. С 1862 г. выпускники училища могли поступать в университеты без экзаменов, по гимназическому аттестату. Хрущов выбрал физико-математический факультет Петербургского университета. Отучившись здесь год, он перевёлся в Дерптский университет, где имелось сильное физико-химическое отделение. Прослушав полный курс, Хрущов, однако, не стал сдавать выпускные экзамены и уехал в Германию. Начиная с 1872 года Хрущов несколько лет работал в ведущих химических лабораториях Германии — сначала у Адольфа Кольбе в Лейпцигском университете, а потом — у Августа Кекуле в Бонне и Карла Либермана в Берлине. В этот период он опубликовал свои первые научные работы, завязал тесные отношения с европейскими учёными. К этому же времени относится его знакомство с Д. И. Менделеевым (так, он был переводчиком во время известной дискуссии Менделеева и Кекуле о бензольном ядре).
Однако необходимость привести в порядок различные дела, доставшиеся ему после смерти деда, вынудили Хрущова вернуться в Россию. Он поселился в своём имении Карасёвка под Харьковом, и, хотя систематических занятий наукой в это время не вёл, познакомился с ведущими харьковскими химиками, и в первую очередь с будущим академиком Н. Н. Бекетовым. Когда началась русско-турецкая война 1877—1878 годов, Хрущов полностью отдался общественной деятельности: став уполномоченным Красного Креста, он занимался организацией перевозки раненых с фронтов в госпитали внутри страны.
В 1878 году, после окончания войны, П. Д. Хрущов вновь отправился в Европу. Его научные интересы, к этому времени переместившиеся с органической химии в область физической химии, привели учёного в парижскую лабораторию Марселена Бертло. Вернувшись в Харьков, Хрущов некоторое время работал в университетской лаборатории, однако устаревшее оборудование и тесные помещения не позволяли вести исследования на должном уровне. У него возникла мысль организовать научную лабораторию у себя в имении, и эта мысль очень скоро была воплощена в жизнь. Стремясь быть в курсе новейших исследований, Хрущов ещё несколько раз ездил в Европу. В 1885 г. он снова работал у Бертло, а в 1888 г. — в Сорбонне в лаборатории будущего лауреата Нобелевской премии по физике Габриэля Липмана. После каждой из зарубежных поездок карасевская лаборатория расширялась и пополнялась новейшими приборами. К концу XIX века частная лаборатория Хрущова была наилучшим образом оснащена оборудованием, позволяющим осуществлять разнообразные криоскопические, термохимические, электрохимические и спектральные исследования, привлекая к работе и своих коллег-харьковчан (П. Н. Лащенко, В. П. Пашкова, Г. Е. Тимофеева и других). Время с 1878 года по начало 1890-х годов стало самым плодотворным в научной деятельности Хрущова, — в этот период он опубликовал в России и во Франции 18 печатных работ.
26 октября 1889 года по ходатайству физико-математического факультета Совет Харьковского университета отметил научные достижения Хрущова присуждением степени доктора химии honoris causa без защиты диссертации. 19 мая следующего года это решение было утверждено главой Министерства народного просвещения графом И. Н. Деляновым. Получение докторской степени дало возможность Хрущову заняться преподавательской деятельностью. В 1892—1893, 1895—1896 и осенью 1897 года он прочёл в Харьковском университете три курса (первый из них, по теории химических равновесий, был напечатан в виде книги, а затем в 1894 году издан в Париже в переводе на французский).
В конце 1890-х годов из-за серьёзнейших проблем со здоровьем научная активность Хрущова стала снижаться: с 1893 по 1904 год он опубликовал только 6 статей. Весной 1898 года он перенёс инсульт и был частично парализован. И хотя он оправился довольно-таки быстро — через два месяца уже ходил, а через три снова работал в своей лаборатории — у него «не было прежней энергии, способности много работать, а также стала изменять и удивительная память». С этого времени Хрущов работал исключительно с помощниками. Последняя его большая научная работа, «Криоскопические исследования», увидела свет в 1903 году.
В 1903 г. Московский университет предложил Хрущову организовать при физическом институте электрохимическую лабораторию. Кроме того, осенью 1904 г. он должен был начать чтение лекций, однако успел прочитать лишь две. В сентябре от брюшного тифа умерла старшая дочь Хрущова. «Этот тяжёлый удар жестоко подкосил физические и нравственные силы П. Д., уже подорванные его предыдущей болезнью». Он отказался от преподавания и от устройства лаборатории и вернулся домой. В 1908 г. Хрущов снова перенёс инсульт, от последствий которого уже не оправился. П. Д. Хрущов скончался 20 апреля 1909 года.

## Научная деятельность
Основные научные исследования относятся к химической термодинамике и электрохимии. Рассмотрел (1882) принцип наибольшей работы с точки зрения законов термодинамики. Одним из первых пропагандировал химическую термодинамику в России: начал оперировать (с 1885) понятиями свободной и связанной энергии, в учебнике «Введение к изучению теории химических равновесий» (1894) одним из первых использовал уравнения Гиббса для изучения различных химических равновесий. Совместно с А. П. Ситниковым произвёл (1898—1902) точные криоскопические измерения при помощи разработанного им метода измерения температур замерзанием растворов электрическим термометром. Определил (1898—1902) электродвижущие силы и свободные энергии различных гальванических элементов. В 1887 году Хрущов сообщил об открытии нового редкоземельного элемента, названного им руссием.
В конце жизни Хрущов увлёкся проблемой мышления и методологией науки. Ещё в 1897 году он прочитал для профессорско-преподавательского состава Харьковского университета курс лекций по теории мышления и элементам логики. Вероятно, в это время у него возникла мысль воспроизвести «логическое пианино» — машину, изобретённую в 1870 г. английским математиком Вильямом Стенли Джевонсом (1835—1882), профессором Манчестерского университета, книгу которого «Основы науки» издали на русском в 1881 г. и, очевидно, она была известна П. Д. Хрущеву. Джевонс не придавал своему изобретению практического значения: «логическое пианино» трактовалось и использовалось только как учебное пособие для преподавания курса логики. Судя по всему, Хрущов, воссоздавший логическую машину Джевонса (в начале 1900-х годов или несколько ранее) намеревался использовать её как учебное пособие на своих лекциях по логике и мышлению. После смерти П. Д. Хрущова логическая машина, вместе с оборудованием карасёвской лаборатории, была передана вдовой на кафедру неорганической и физической химии Харьковского университета. Впоследствии она была отремонтирована и модернизирована другим физикохимиком А. Н. Щукарёвым.

## Общественная деятельность
В 1889 году Хрущов был избран гласным Харьковского уездного земства, а с 1892 года три трёхлетних срока состоял гласным губернского земского собрания (при этом в деятельности дворянского собрания он участия принципиально не принимал, считая, что она носит «узкоклассовый характер»). Ему неоднократно делались предложения о занятии административных постов, однако все предложения влиятельных родственников устроить его на службу встречались «решительным и резким отказом». Будучи весьма обеспеченным человеком, он мог позволить себе заниматься тем, что его интересовало.
По воспоминаниям современников, Хрущов «был человек в высшей степени разносторонний с удивительно отзывчивой душой. Наука была главным стимулом его жизни и в научных занятиях он находил полное удовлетворение, но только тогда, когда суровая действительность не отвлекала его отзывчивого сердца. Общественное бедствие, несчастье знакомого, горе близкого человека производили на П. Д. сильное впечатление и находили в нём поддержку и помощь <…> Спешные научные работы, начатые исследования отходили на второй план, когда горе и бедствие в жизни людей призывали его. <…> он только тогда спокойно брался за научную работу, когда все возможное для облегчения горя и страдания было сделано».

## Научные труды
- Введение к изучению теории химических равновесий. — Х. : Типогр. Адольфа Дарре, 1894. — 316 с.